# Corpo de Cajal

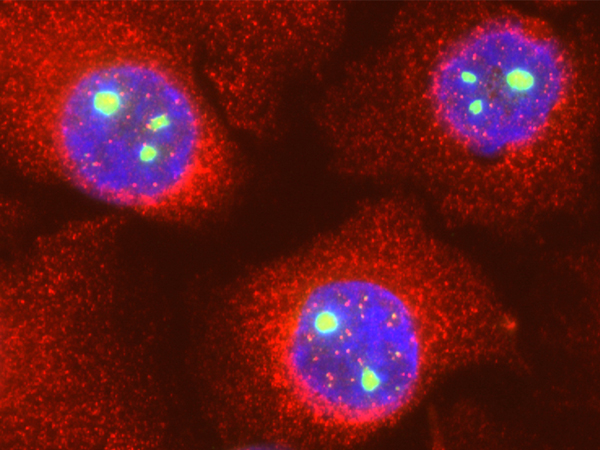
Imagem por imunofluorescência que revela a localização da proteína fibrilarina, que mostra a localização dos corpos de Cajal (a verde)

Os corpos de Cajal ou corpos enovelados são suborganelos esféricos que podem ser encontrados no núcleo celular de células proliferativas, como as células tumorais, ou em células metabolicamente activas, como os neurónios. Foram relatados pela primeira vez por Santiago Ramón y Cajal, em 1903, que os nomeou de corpos acessórios nucleolares, devido à sua associação com o nucléolo de células neuronais. Os microscopistas electrónicos deram-lhes o nome de corpos enovelados devido à sua forma em cortes para microscopia. Pesquisas sobre os copos de Cajal foram aceleradas devido à descoberta da proteína Coilina.Mais recentemente, em honra de  Ramón, foi-lhes dado o nome de corpos de Cajal.